# Oksana Kuszczenko
Oksana Władimirowna Kuszczenko (ros. Оксана Владимировна Кущенко; ur. 18 lutego 1972 w Moskwie) – rosyjska narciarka dowolna. Jej największym sukcesem jest złoty medal w balecie narciarskim wywalczony na mistrzostwach świata w Iizuna. Ponadto zdobyła także srebrny medal w tej samej konkurencji na mistrzostwach świata w Meringen. Nigdy nie startowała na igrzyskach olimpijskich.
Najlepsze wyniki w Pucharze Świata osiągnęła w sezonie 1997/1998, kiedy to zajęła 3. miejsce w klasyfikacji generalnej, a w klasyfikacji baletu była druga. W klasyfikacji baletu drugie miejsce zajęła także w sezonach 1993/1994, 1994/1995 i 1996/1997, a w sezonach 1995/1996 oraz 1998/1999 była trzecia.
W 2000 r. zakończyła karierę.

## Osiągnięcia

### Mistrzostwa świata
| Miejsce | Dzień     | Rok  | Miejscowość | Konkurencja      | Zwyciężczyni       |
| ------- | --------- | ---- | ----------- | ---------------- | ------------------ |
| 17.     | 11 lutego | 1991 | Lake Placid | Balet narciarski | Ellen Breen        |
| 4.      | 17 lutego | 1995 | La Clusaz   | Balet narciarski | Jelena Batałowa    |
| 1.      | 7 lutego  | 1997 | Iizuna      | Balet narciarski | -                  |
| 2.      | 11 marca  | 1999 | Meiringen   | Balet narciarski | Natalja Razumowska |

### Puchar Świata

#### Miejsca w klasyfikacji generalnej
- sezon 1990/1991: 69.
- sezon 1993/1994: 8.
- sezon 1994/1995: 10.
- sezon 1995/1996: 9.
- sezon 1996/1997: 4.
- sezon 1997/1998: 3.
- sezon 1998/1999: -

#### Miejsca na podium
1. Tignes – 10 grudnia 1993 (Balet) – 3. miejsce
2. Tignes – 10 grudnia 1993 (Balet) – 1. miejsce
3. La Plagne – 20 grudnia 1993 (Balet) – 3. miejsce
4. La Plagne – 20 grudnia 1993 (Balet) – 3. miejsce
5. Whistler Blackcomb – 7 stycznia 1994 (Balet) – 2. miejsce
6. Whistler Blackcomb – 7 stycznia 1994 (Balet) – 1. miejsce
7. Breckenridge – 14 stycznia 1994 (Balet) – 2. miejsce
8. Breckenridge – 14 stycznia 1994 (Balet) – 3. miejsce
9. Lake Placid – 20 stycznia 1994 (Balet) – 2. miejsce
10. Lake Placid – 20 stycznia 1994 (Balet) – 3. miejsce
11. Le Relais – 28 stycznia 1994 (Balet) – 2. miejsce
12. La Clusaz – 2 lutego 1994 (Balet) – 2. miejsce
13. La Clusaz – 2 lutego 1994 (Balet) – 3. miejsce
14. Hundfjället – 7 lutego 1994 (Balet) – 3. miejsce
15. Hundfjället – 7 lutego 1994 (Balet) – 3. miejsce
16. Tignes – 16 grudnia 1994 (Balet) – 2. miejsce
17. Tignes – 16 grudnia 1994 (Balet) – 3. miejsce
18. Whistler Blackcomb – 6 stycznia 1995 (Balet) – 3. miejsce
19. Whistler Blackcomb – 6 stycznia 1995 (Balet) – 3. miejsce
20. Le Relais – 20 stycznia 1995 (Balet) – 2. miejsce
21. Lake Placid – 26 stycznia 1995 (Balet) – 2. miejsce
22. Lake Placid – 26 stycznia 1995 (Balet) – 2. miejsce
23. Oberjoch – 2 lutego 1995 (Balet) – 2. miejsce
24. Altenmarkt – 9 lutego 1995 (Balet) – 2. miejsce
25. Lillehammer – 3 marca 1995 (Balet) – 2. miejsce
26. Tignes – 6 grudnia 1995 (Balet) – 3. miejsce
27. Whistler Blackcomb – 12 stycznia 1996 (Balet) – 1. miejsce
28. Whistler Blackcomb – 12 stycznia 1996 (Balet) – 3. miejsce
29. Breckenridge – 18 stycznia 1996 (Balet) – 2. miejsce
30. Kirchberg – 1 lutego 1996 (Balet) – 2. miejsce
31. Oberjoch – 10 lutego 1996 (Balet) – 2. miejsce
32. Altenmarkt – 16 marca 1996 (Balet) – 2. miejsce
33. Altenmarkt – 16 marca 1996 (Balet) – 1. miejsce
34. Hasliberg – 22 marca 1996 (Balet) – 3. miejsce
35. Tignes – 5 grudnia 1996 (Balet) – 2. miejsce
36. Tignes – 5 grudnia 1996 (Balet) – 2. miejsce
37. Piancavallo – 21 grudnia 1996 (Balet) – 3. miejsce
38. Lake Placid – 13 stycznia 1997 (Balet) – 1. miejsce
39. Lake Placid – 13 stycznia 1997 (Balet) – 1. miejsce
40. Breckenridge – 23 stycznia 1997 (Balet) – 1. miejsce
41. Breckenridge – 23 stycznia 1997 (Balet) – 2. miejsce
42. Kirchberg – 19 lutego 1997 (Balet) – 1. miejsce
43. Kirchberg – 19 lutego 1997 (Balet) – 1. miejsce
44. Hasliberg – 1 marca 1997 (Balet) – 2. miejsce
45. Hasliberg – 1 marca 1997 (Balet) – 2. miejsce
46. Altenmarkt – 8 marca 1997 (Balet) – 3. miejsce
47. Hundfjället – 12 marca 1997 (Balet) – 2. miejsce
48. Mont Tremblant – 8 stycznia 1998 (Balet) – 2. miejsce
49. Breckenridge – 29 stycznia 1998 (Balet) – 3. miejsce
50. Breckenridge – 29 stycznia 1998 (Balet) – 3. miejsce
51. Hasliberg – 6 marca 1998 (Balet) – 2. miejsce
52. Hasliberg – 6 marca 1998 (Balet) – 2. miejsce
53. Altenmarkt – 13 marca 1998 (Balet) – 1. miejsce
54. Altenmarkt – 13 marca 1998 (Balet) – 2. miejsce
55. Steamboat Springs – 15 stycznia 1999 (Balet) – 2. miejsce
56. Heavenly Valley – 22 stycznia 1999 (Balet) – 2. miejsce
57. Heavenly Valley – 22 stycznia 1999 (Balet) – 3. miejsce
58. Heavenly Valley – 21 stycznia 2000 (Balet) – 3. miejsce

- W sumie 10 zwycięstw, 27 drugich i 21 trzecich miejsc.